# Добрин Добрев (зоолог)
Вижте пояснителната страница за други личности с името Добрин Добрев.
Добрин Добрев е български зоолог.

## Биография
През 1986 г. завършва Биологическия факултет на Софийския университет. Работи в Института по биоразнообразие и екосистемни изследвания при Българска академия на науките.
Автор и съавтор на множество определители, сборници и статии по таксономия, фаунистика, екология и опазване на акари, риби, земноводни и влечуги на Балканския полуостров.
Загива в автомобилна катастрофа на 22 юни 2016 г. на автомагистралата Александруполи – Черномен по време на пътуване с научна цел заедно с Андрей Стоянов и Николай Цанков.